# Filipp Golikov
Filipp Ivanovici Golikov (în rusă Филипп Иванович Голиков; n. 2/15 iulie 1900, Borisova⁠(d), Zyryanskaya Volost⁠(d), Gubernia Perm⁠(d), Imperiul Rus – d. 29 iulie 1980, Moscova, RSFS Rusă, URSS) a fost un mareșal al Uniunii Sovietice.
Între anii 1940-1941 a ocupat funcția de șef al Serviciilor de Informații Militare, promovat la rangul de mareșal în  anul 1961.

## Distincții
- Medalia „A XXV-a aniversare a eliberării patriei” (15 decembrie 1969) „pentru contribuția la dezvoltarea prieteniei frățești româno-sovietice, cu prilejul celei de-a XXV-a aniversări a eliberării României de sub jugul fascist”[5]